# Athy
Pour le harpiste argentin homonyme, voir Athy (harpiste).
Athy (Baile Átha Í en irlandais) est une ville du comté de Kildare en république d'Irlande.
Elle est nommée en mémoire d'un chef celte, Ae, tué alors qu'il traversait la rivière en cet endroit ; le nom de la ville signifie « la ville près du gué de Ae ».

## Démographie
La ville d'Athy compte plus de 10 000 habitants selon le recensement de 2011. Elle est rattachée intégralement au comté de Kildare depuis 2014 et l'entité administrative de la ville a fait partie du nombre important de villes qui ont été supprimées à la suite de la réforme de simplification irlandaise.

## Villages de la circonscription d'Athy
Ballaghmoon, Ballitore, Ballybrackan, Ballyshannon, Belan, Bert, Burtown, Carrigeen, Castledermot, Churchtown, Dunmanoge, Fontstown, Graney, Grangemellon, Harristown, Inchaquire, Johnstown, Kilberry, Kildangan, Kilkea, Kilrush, Lackagh, Monasterevin, Moone, Narraghmore, Nurney, Quinsborough, Skerries.

### Kilkea
Le village de Kilkea (332 habitants) est le lieu de naissance d'Ernest Shackleton.

## Histoire
Pillée par les irlandais en 1308, brûlée par Bruce en 1315, son fort fut bâti en 1506. Occupée à nouveau par les irlandais en 1648, elle se rendit au parlement en 1650.

## Vie locale
Athy contient deux institutions célèbres :
- Franck O'Brien - Emily Square (la mémoire vivante de la ville)
- Clancy's - Leinster Street (un des meilleurs pubs d'Irlande)

Photographe renommé : Rob Redmond - Duke Street - Historien local : Frank Taffee - Historien militaire : Clement Roche.
Plusieurs événements importants se déroulent à Athy :
- St Patrick - 17 mars
- Tri-Athy (en mai)
- Bluegrass Festival (en juillet)
- Kildare County Show (en juin)
- European Ploughing Championship (en septembre)
- Ernest Shackleton Festival (en octobre)

Le Athy Heritrage Center, situé sur Emily Square, accueille des expositions sur Ernest Shackleton, la Grande Guerre, etc.

## Jumelage
La ville est jumelée depuis novembre 2004 avec la ville française de Grandvilliers (Oise),.
Les chartes du jumelage ont été signées par Noel Scully et Jacques Larcher, maires des deux villes en 2004 et 2005. Le président du comité de jumelage d'Athy avec Grandvilliers est Tom Kearney. Le président du comité de jumelage de Grandvilliers, appelé « la Balad'Irlandaise » est, depuis sa création en 2003, Jean-Pierre Vasseur.
De nombreux échanges ont lieu entre les populations des deux villes. La délégation de Grandvilliers a rendu visite à sa ville jumelle en juin 2013. Des étudiants se rendent régulièrement à Athy pour suivre des stages de perfectionnement en anglais. Ils sont accueillis par des familles irlandaises.
La délégation irlandaise a visité Grandvilliers en avril 2014. Des jeunes irlandais viennent chaque année à Grandvilliers pour les commémorations de la Bataille de la Somme. Des étudiants ont suivi des stages soit à Athy, soit à Grandvilliers. Les projets de 2015, particulièrement les échanges et la venue de délégation grandvilloise à Athy sont en cours.